# Morooka Hiroto
Morooka Hiroto (sinh ngày 4 tháng 1 năm 1997) là một cầu thủ bóng đá người Nhật Bản.

## Sự nghiệp câu lạc bộ
Morooka Hiroto hiện đang chơi cho Fukushima United FC.